# Ädelträ

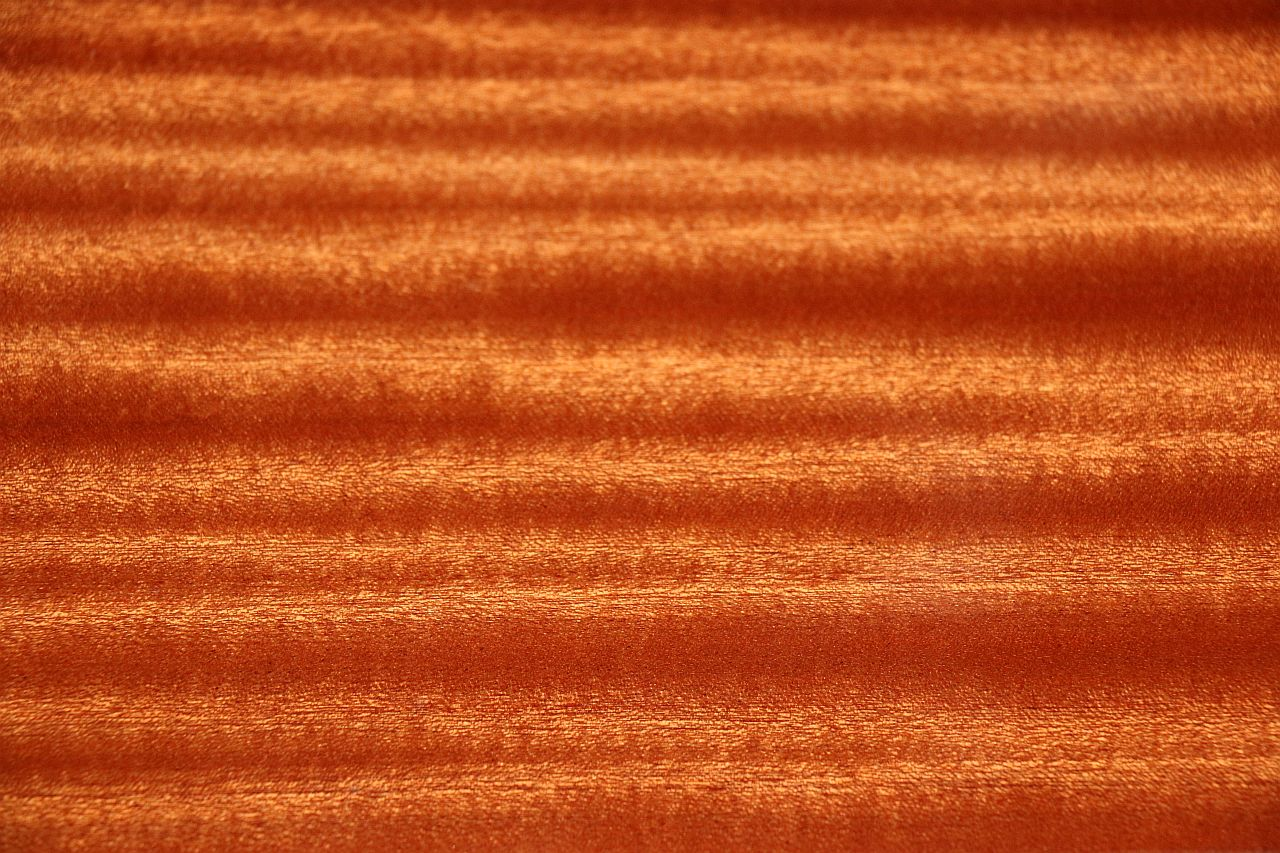
Lackerad mahogny.

Ädelträ är träslag som används i finsnickeri. Det finns ingen vedertagen definition av vilka träslag som räknas som ädelträ, men allmänt räknas vissa träslag från lövträd som ädelträ. Svenska träslag som normalt räknas till ädelträslagen är alm, ask, avenbok, bok, ek, lind. Exempel på utomeuropeiska träslag som räknas som ädelträ är ebenholts, mahogny och teak.